# 柏木由紀のYUKIRIN TIME
『柏木由紀のYUKIRIN TIME supported by DAIYAME』（かしわぎゆきのゆきりんタイム サポーテッドバイだいやめ）は、TOKYO FM で2012年10月7日（6日深夜）から開始、2021年4月2日（1日未明）以降、毎週木曜 27:00 - 27:30（毎週金曜 3:00 - 3:30） に放送していた深夜放送のトーク番組。2022年4月1日（3月31日深夜）に放送終了。

## 概要
AKB48の柏木由紀による、初めての冠レギュラーラジオ番組。番組コンセプトは「柏木由紀とラジオの前のあなたとが繋がる30分間」。2012年9月30日まで、同時間帯では柏木自身が所属するグループフレンチ・キスによる『フレンチ・キスのKissラジ!』が放送されていたが、同日の番組内で、フレンチ・キス3人の口から当番組の放送開始が伝えられた。番組タイトルは制作会議で、「ユキリンラジオ」「FMユキリン」などの候補が挙がったものの、“『―ラジオ』ではひねりがなさ過ぎ”、“『FM―』ではラジオ局そのもの”ということで、最終的に「ゆきりんタイム」に落ち着いたという。Kissラジ時代からのネット局は当番組をそのままの時間帯でネットされ、新たなネット局にエフエム愛媛が増えた。
なお、2020年9月末を以って全国のJFN系列10局にて行っている遅れネット放送を順次打ち切り、2020年10月以降はTOKYO FMのみ、毎週木曜 28:00 - 28:30（毎週金曜 4:00 - 4:30）に枠移動をした上で放送継続となった。
2021年4月から放送時間枠が再度移動となり、毎週木曜 27:00 - 27:30（毎週金曜 3:00 - 3:30）となり番組内容が大幅リニューアルされる。さらに、番組としては初となる冠スポンサー（1社提供）としてDAIYAME（濵田酒造）が入った。
2021年7月2日（1日未明）放送分・2021年7月9日（8日未明）放送分は、柏木が脊髄腫瘍摘出手術と、それに伴う術後のリハビリによる活動一時休止期間のため休演。代演として柏木の所属事務所ワタナベエンターテインメントに所属している恵俊彰・サンシャイン池崎とTOKYO FMの女性アナウンサーが出演した。
2021年7月15日（2021年7月12日発表）より、柏木の活動再開が所属事務所のワタナベエンターテインメントから発表。同年7月16日（15日未明）放送分から出演を再開した。
2022年3月18日（17日未明）放送分にて、柏木が「私は『YUKIRIN TIME』を“卒業”します。」などと番組内でコメントし同月いっぱいでの番組終了が発表された。
番組のハッシュタグは「#ゆきりんたいむ」である。
音声配信サイト「AuDee（オーディー）」にて、スピンオフ番組『柏木由紀のYUKIRIN TIME -SR(スーパーレア)-』を配信していた（毎週日曜0時から配信、2022年3月27日更新終了）。
2025年4月より3か月の期間限定で『柏木由紀のYUKIRIN TIME supported by MeSEUM』として復活すると発表された。放送時間は毎週土曜 24:00 - 24:30（毎週日曜 0:00 - 0:30）となる。その後、3ヶ月の放送延長が決定した。

## 柏木由紀休演に伴う代演パーソナリティー
- 恵俊彰、村田睦（2021年7月2日）
- サンシャイン池崎、手島千尋（2021年7月9日）
- 大家志津香（2022年1月20日）

## ゲスト
- 箭内道彦（2012年10月21日）
- 石川梨華（※メッセージのみ、2012年11月18日）
- タカハタ秀太（2013年1月13日）
- 佐野史郎（2013年2月17日）
- 澤部佑（2013年6月16日）
- 松本明子（2013年11月24日）
- アイビー茜（2014年1月12日、2014年12月14日）
- 石塚英彦（※メッセージのみ、2014年2月2日）
- 倉持明日香（2014年4月6日、2014年9月21日（※メッセージのみ））
- 高城亜樹（2014年4月6日、2014年9月21日（※メッセージのみ））
- 大家志津香（2014年4月6日）
- 上西恵、吉田朱里（2014年5月4日）
- ゴリけん、パラシュート部隊（2014年5月11日）
- ロッチ（2014年6月29日）
- やしろ優（2014年7月6日）
- 保田圭（※メッセージのみ、2014年8月31日）
- ザブングル（2015年1月11日）
- クマムシ（2015年2月8日）
- マルシア（2015年2月22日）
- 大川莉央（2015年3月1日）
- サンシャイン池崎（2015年3月29日）
- 平野ノラ（2015年8月16日）
- INSPi（2015年12月13日）
- ぷりあでぃす玲奈（2017年1月29日、2018年1月28日）
- 根来龍之（早稲田大学大学院経営管理研究科経営戦略教授）、杉浦正和（同研究科総合経営教授）（※メッセージのみ、2017年9月24日）
- トコロダニアミ（カフェラテ噴水公園 feat.にゃんこスター）（2018年3月18日）
- 渡辺淳之介（2021年2月19日、2021年2月26日）
- イヴルルド遙華（2021年4月23日）
- YUSUKE.D.MARIA（「BOURGEOIS TOKYOxLONDON CULTURE MAGAZINE」編集長）（2021年9月17日）

## 番組主題歌

### オープニング
| 歌手名/ユニット名 | 曲名                           | 使用期間                       |
| ----------------- | ------------------------------ | ------------------------------ |
| AKB48             | 初日                           | 放送開始 - 2013年1月13日       |
| 柏木由紀          | ショートケーキ                 | 2013年1月20日 - 9月15日        |
| 柏木由紀          | Birthday wedding               | 2013年9月22日 - 2014年8月3日   |
| フレンチ・キス    | 思い出せない花                 | 2014年8月10日 - 2016年10月30日 |
| 柏木由紀          | miss you                       | 2016年11月6日 - 2018年12月2日  |
| 柏木由紀          | そっけない君                   | 2018年12月9日 - 2021年2月5日   |
| 柏木由紀          | CAN YOU WALK WITH ME??         | 2021年2月12日 - 2021年3月25日  |
| 松ヶ下宏之        | （オリジナルinstrumental楽曲） | 2021年4月1日 - 2022年3月31日   |

### エンディング
週替わりに柏木のソロ曲またはAKB48グループに関連した曲が流れる。

## コーナー

### 現在のコーナー
「DAIYAME」に合いそうなおつまみ
冠スポンサーである濱田酒造の本格芋焼酎「DAIYAME」に合いそうなおつまみをリスナーから紹介してもらうコーナー。
わたしの夢・未来、まだ途中なんです
リスナーの“まだ途中”になっている叶えたい夢について今どんな状況で、どんな風にがんばっているのか？を紹介するコーナー。
コメントしてほしいこと
柏木に意見を聞いてみたいエピソードや話題に自らコメントしていくコーナー。
初期の質問
柏木がAKB48に加入したばかりの頃＝“10年以上前”の柏木に関する質問に答えるコーナー。

### 過去のコーナー
アルファベットーク
五十音トークの派生型。アルファベット順の頭文字で連想したワードでフリートークをする。
ポエムのコーナー
作詞の勉強のため始まった。リスナーから送られたポエム（詩）を朗読する。
妄想ゆきりん
アイドルらしいファンタジー要素が足りない柏木を鍛えるために始まった。リスナーからの"妄想のお題"で自由に妄想する。
石ちゃんのまいう〜市場
石塚英彦のコーナー。毎週石塚が試作と試食を重ねてプロデュースした商品を紹介するというもので、セブンネットショッピングのインフォマーシャルを兼ねていた。2012年12月29日放送分で終了。
鹿児島トーク
柏木の地元鹿児島の情報を交えながらトークする。
妄想プロポーズ
リスナーが考えたプロポーズを柏木が評価する。
みんなの黒服物語
リスナーから送られた「黒い服」にまつわるエピソードを元にトークする。
サイコロトーク
サイコロを振って出た目に書かれたお題についてトークするコーナー。当たり目が出るとおつまみの「あたりめ」が貰える。
オシエテーノ恋話
『ミエリーノ柏木』のスピンオフ企画。リスナーから送られた恋話を紹介する。
ユキレオ事件報告
『ガリレオ』『タガーリン』のスピンオフ企画。リスナーの身の回りで起こった事件を柏木が捜査し解決する。
ゆきりんがるコーナー
リスナーから送られたメッセージに対し、柏木が怒るコーナー。「がる」とは鹿児島弁で「怒る」の意味。
一人しりとり
リスナーから送られたお題で一人しりとりをするコーナー。
さよならイライラ
リスナーから「こんな時にイライラする」ネタやエピソードを送ってもらい、そのイライラの対処法を柏木が伝授する。
いろんなもののダブルセンターを決めよう!
プロデューサー目線で、すべての物をアイドルと見立ててダブルセンターを考える。
一人っ子あるない&一人遊びにまつわるメッセージ
リスナーから送られた一人っ子がする遊びなどのエピソードを元にトークする。
メンバーガチャガチャトーク
AKB48グループメンバーの名前が書いてある紙が多数入ったガチャガチャから1個引いて、その紙に書いてある名前のメンバーと柏木自身との逸話トークを自ら展開する。
ゆきりんなんでもBEST3!
リスナーが考えた柏木に関するランキングを元にトークするコーナー。
五十音トーク
柏木由紀のフリートーク力をきたえるためにという名目で出来た企画。「あ」「い」「う」「え」「お」の順番にそれを頭文字としたトークを行うというもの。
1周目：2012年10月 - 2013年10月
2周目：2014年5月 - 2015年4月
3周目：2016年7月 - 2017年3月
お悩み相談スペシャル
リスナーから送られたお悩み相談に答えるコーナー。1つ解決するごとにその季節にぴったりの効果音が流れる。
心理テストのコーナー
リスナーから送られた心理テストに答える。
検索りん!
YUKIRIN TIME宛に届いた全てのメールから柏木の好きな単語を検索し、出てきたメッセージを紹介する。
胸キュン新企画（ムネシン）
リスナーから送られた胸キュンする仕草やセリフを柏木が5段階で評価するコーナー。
ぼくのわたしの神セトリ
柏木由紀のミニライブを想定して5曲のセットリストをリスナーに送ってもらうコーナー。いいものは実際のミニライブで採用されると述べていたが、採用されたことはなかった。
ぼくのわたしの神演出
柏木由紀にライブでやってほしい演出を募集する。「ぼくのわたしの神セトリ」から派生したコーナー。
柏木由紀の知らない世界
世の常識を知らないことも多い柏木が知らなそうなことを送ってもらうコーナー。
(例：ナイフを置く時は刃の先を自分に向ける)
柏木、都市伝説＆ゆきりんあるある
あなたが知っている、ゆきりんにまつわる都市伝説や「ゆきりんあるある」を募集する。都市伝説は真偽を本人が話す。元々別のコーナーであったが内容が似ていたためコーナーが合併した。
上ミノ曲紹介
曲紹介をする際に言うセリフを送ってもらう番組でも数少ないネタ投稿コーナー(紹介される曲は柏木由紀の「火山灰」)。コーナー名は放送150回記念を焼肉店で行った際に、柏木が「上ミノをひっくり返したところで1曲」という曲紹介をしたことに由来する。
2018年12月30日放送回にて、「火山灰」のイメージを損ねるとの理由から、わずか2回で終了した。
47都道府県トーク
都道府県それぞれの思い出やその土地で食べたものの話、またその都道府県出身のメンバーのエピソードを話していく。
柏木が以前「国名は弱いが都道府県名は強い」と発言したことからできたコーナー。
「#ゆきりんたいむ」チェック
番組公式ハッシュタグ「#ゆきりんたいむ」が付けられたTwitterのツイートをチェックしながらトークをするコーナー。
褒めてください
柏木のことをリスナー独自の視点でただただ褒めるコーナー。ここでいいところを紹介することで新たなファンを獲得することを目論む。
あみだくじトーク
AKB48やNGT48のシングルが発売される時期に、そのシングルでの選抜メンバーからランダムで選んだメンバーについて語るコーナー。
最後に選んだメンバーを、柏木のことが大好きであると勝手に認定して終わる。
メンバーを○○に例えてみた！！
リスナーにお題を募集して、柏木がAKB48グループのメンバーをそのお題に例える。
教えて！みんなの1日ごはん
リスナーの1日の間に食べた食事内容をただ送ってもらうだけのコーナー。
教えて！みんなの晩ごはん
リスナーの晩ごはんをただ送ってもらうコーナー。メールを送りたいが書く内容がない人のために作られたコーナー。
ノンジャンル異種格闘技戦。
「餃子とシュウマイが戦ったら、どっちが勝つ？」というような対戦カードをリスナーのメールで募集し、柏木がその勝敗を決める。
おこだわり
リスナーから各自の譲れないこだわりを送ってもらうコーナー。
(例：夏でも寝るときは長袖長ズボン)
ゆきりんとハロプロを語ろう！
リスナーから送られた、柏木が好む「ハロー!プロジェクト」の話題をただ話す。

## 主な企画
- 柏木由紀ひとりリクエストアワー セットリストベスト10

AKB48が毎年行う「リクエストアワー セットリストベスト100」を模した企画。柏木由紀がこれまで参加したAKB48グループの楽曲やソロの楽曲の中でリスナーが投票した結果をカウントダウン形式で発表。

対象楽曲:柏木由紀が参加したAKBグループの楽曲とソロで参加した楽曲(ただし、第1回はAKB48のシングル表題曲は柏木が小嶋陽菜とWセンターを務めた『Green Flash』のみ対象で、その他は対象外)
|       | 日程                                                                                                |          | 1位                      | 2位    | 3位          | 4位        | 5位        | 6位            | 7位            | 8位          | 9位            | 10位           |
| ----- | --------------------------------------------------------------------------------------------------- | -------- | ------------------------ | ------ | ------------ | ---------- | ---------- | -------------- | -------------- | ------------ | -------------- | -------------- |
| 第1回 | 開催告知:2016年3月27日 募集期間:2016年3月27日-5月29日 最終発表:2016年6月19日                        | 最終結果 | 火山灰                   | 沈黙   | Green Flash  | 夜風の仕業 | あなたと私 | 遠距離ポスター | ショートケーキ | てもでもの涙 | 未来橋         | 明日も笑おう   |
| 第2回 | 開催告知:2017年11月5日 募集期間:2017年11月5日-12月31日 速報発表:2017年12月3日 最終発表:2018年3月4日 | 速報結果 | 悲しい歌を聴きたくなった | 火山灰 | 夢はひそかに | 沈黙       | あなたと私 |                |                |              |                |                |
| 第2回 | 開催告知:2017年11月5日 募集期間:2017年11月5日-12月31日 速報発表:2017年12月3日 最終発表:2018年3月4日 | 最終結果 | 悲しい歌を聴きたくなった | 火山灰 | 沈黙         | miss you   | あなたと私 | 夢はひそかに   | Green Flash    | 夜風の仕業   | ショートケーキ | 遠距離ポスター |

- リコーダー企画

柏木が好きな楽器であるリコーダーを使用した企画。番組でリコーダーを所持しており、企画以外でもたまにリコーダーを演奏することがある。
| 企画                               | 放送日        | 内容 |
| ---------------------------------- | ------------- | --- |
| リコーダーで答える                 | 2016年7月17日 | リスナーからの質問にリコーダーの音色で答える                                                                                  |
| リコーダーで遊ぼう                 | 7月31日       | 番組で購入したリコーダーをひたすら演奏する                                                                                    |
| リコーダーでエール                 | 9月11日       | リスナーからのお悩みにリコーダーの音色でアドバイスをする                                                                      |
| ふつおたfeat.リコーダー 祭り       | 2018年2月11日 | ふつおたを紹介しつつ、それを読んで感じたことをリコーダーの音色で言う                                                          |
| リコーダーを吹いてみよう           | 4月29日       | 新たに購入したリコーダーを実際に吹いてみる                                                                                    |
| 記憶だけでリコーダーを吹いてみよう | 6月24日       | 誰もが知っている曲を記憶だけで吹いてみる (曲目は「蛍の光」、「エーデルワイス」、「運命」、「シャボン玉 (モーニング娘。の曲)」 |
| リクエスト曲スペシャル             | 8月26日       | 普段送られてくるリクエストの曲をリコーダーで吹く                                                                              |

- 身近なもので演奏しよう

リコーダーと身近にあるものを使用して、AKB48関連の楽曲を演奏する企画。原曲を聴きながら録音を重ねて、その回のエンディングで演奏した曲をかける。
|       | 課題曲                           | 放送日         | 使用楽器                                     |
| ----- | -------------------------------- | -------------- | -------------------------------------------- |
| 第1回 | 思い出せない花/フレンチ・キス    | 2016年9月25日  | チャック マジックテープ 賞状筒 リコーダー    |
| 第2回 | 365日の紙飛行機/AKB48            | 10月23日       | 割り箸 輪ゴム 下敷き リコーダー              |
| 第3回 | 恋するフォーチュンクッキー/AKB48 | 2017年2月26日  | スリッパ 煎餅 キーボード リコーダー          |
| 第4回 | RIVER/AKB48                      | 2018年10月21日 | チャック 段ボール 賞状筒 クラップ リコーダー |
- 食べ物総選挙シリーズ

過去に行なっていた「いろんなもののダブルセンターを決めよう!」の派生版。

毎回、食べ物のジャンルごとに柏木が独断と偏見で「AKB48選抜総選挙」のように順位をつけていく。この際、食べ物をグループアイドルに見立てて順位づけをするのが恒例となっている。
|        | お題                  | 放送日         | 1位                                       | 2位                                       | 3位                                          | 4位                                                             | 5位                     | 6位                                         | 7位                                    | 8位                                                 | 9位                                   | 10位                                                                         |
| ------ | --------------------- | -------------- | ----------------------------------------- | ----------------------------------------- | -------------------------------------------- | --------------------------------------------------------------- | ----------------------- | ------------------------------------------- | -------------------------------------- | --------------------------------------------------- | ------------------------------------- | ---------------------------------------------------------------------------- |
| 第1回  | 駄菓子(DGS48)         | 2017年4月23日  | ブタメン                                  | いちご餅                                  | きなこ棒                                     | うまい棒チーズ                                                  | うまい棒コンポタ        | チュッチュグミ                              | ヨーグル                               | マルカワフーセンガム                                | よっちゃんイカ                        | キャベツ太郎                                                                 |
| 第2回  | コンビニのパン(PAN48) | 2017年10月22日 | なめらかクリームパン ［ファミリーマート］ | 濃厚こくうまカレーパン ［セブンイレブン］ | もち食感ブルーベリーパン(2コ入) ［ローソン］ | たまごの味わい豊かなしみ旨フレンチトースト ［ファミリーマート］ | ピザロール ［ローソン］ | つぶつぶコーンマヨネーズ ［セブンイレブン］ | 1口もち食感チーズ ［ファミリーマート］ | ふわもち食感もっち歩き(チョコ) ［ファミリーマート］ | プリンクリームパン ［セブンイレブン］ | バター広がるホットケーキ メープル&発酵バター入りホイップ(2コ入) ［ローソン］ |
| 第3回  | おでん(ODN48)         | 2018年2月25日  | 味しみ大根                                | 餅入り巾着(こがね餅)                      | かまくらはんぺん                             | つゆだくしらたき                                                | 味しみ牛すじ串          | こだわりたまご                              | ロールキャベツ                         | こだわりおさかなつみれ                              |                                       |                                                                              |
| 第4回  | すしざんまい(SZM48)   | 2018年8月5日   | 海老                                      | いくら                                    | うに                                         | 大とろ                                                          | あなご                  | えんがわ                                    | サーモン                               | 玉子                                                | とろたく巻                            | いわし                                                                       |
| 番外編 | おつまみ(TMM48)       | 2017年10月23日 | キャンディーチーズ                        | 柿の種                                    | ポテトチップス                               | さきいか                                                        | ミックスナッツ          | カニカマ                                    |                                        |                                                     |                                       |                                                                              |

- 「ノンジャンル異種格闘技戦・番外編」〇〇トーナメント

お題に沿った料理を柏木の空想で戦わせて勝敗をつけ、トーナメント方式で優勝を決める。予選はスタッフが行う。

勝因は「絵が上手く書けた」「チキンカツ(勝つ)だから」など独断と偏見によるものである。

過去2回はどちらもシードが優勝した。
第1回:たまご料理トーナメント(2017年12月10日放送)

```
優勝 卵かけご飯
```

|  | 1回戦              | 1回戦  |                    |    | 準決勝             | 準決勝 |            |    | 決勝 | 決勝 |
|  |                    |        |                    |    |                    |        |            |    |      |      |
|  | 第1試合            |        |                    |    |                    |        |            |    |      |      |
|  |                    |        |                    |    |                    |        |            |    |      |      |
|  | 目玉焼き           | 負     |                    |    |                    |        |            |    |      |      |
|  | 目玉焼き           | 負     | 第1試合            |    |                    |        |            |    |      |      |
|  | ゆで卵             | 勝     |                    |    |                    |        |            |    |      |      |
|  | ゆで卵             | 勝     | ゆで卵             | 負 |                    |        |            |    |      |      |
|  | 第2試合            |        | ゆで卵             | 負 |                    |        |            |    |      |      |
|  |                    |        | スクランブルエッグ | 勝 |                    |        |            |    |      |      |
|  | オムレツ           | 負     | スクランブルエッグ | 勝 |                    |        |            |    |      |      |
|  | オムレツ           | 負     | -                  |    |                    |        |            |    |      |      |
|  | スクランブルエッグ | 勝     |                    |    |                    |        |            |    |      |      |
|  | スクランブルエッグ | 勝     |                    |    | スクランブルエッグ | 負     |            |    |      |      |
|  | 第3試合            |        |                    |    | スクランブルエッグ | 負     |            |    |      |      |
|  |                    |        |                    |    |                    |        | 卵かけご飯 | 勝 |      |      |
|  | だし巻き卵         | 勝     |                    |    |                    |        | 卵かけご飯 | 勝 |      |      |
|  | だし巻き卵         | 勝     | 第2試合            |    |                    |        |            |    |      |      |
|  | 温泉卵             | 負     |                    |    |                    |        |            |    |      |      |
|  | 温泉卵             | 負     | だし巻き卵         | 負 |                    |        |            |    |      |      |
|  | -                  |        | だし巻き卵         | 負 |                    |        |            |    |      |      |
|  |                    |        | 卵かけご飯         | 勝 |                    |        |            |    |      |      |
|  | 卵かけご飯         | シード | 卵かけご飯         | 勝 |                    |        |            |    |      |      |
|  | 卵かけご飯         | シード |                    |    |                    |        |            |    |      |      |
|  | -                  | -      |                    |    |                    |        |            |    |      |      |
|  | -                  | -      |                    |    |                    |        |            |    |      |      |

※予選敗退:卵豆腐、エッグベネディクト、茶碗蒸し、天津飯
第2回:鶏肉料理トーナメント(2018年6月17日放送)

```
優勝 唐揚げ
```

|  | 1回戦          | 1回戦  |                |    | 準決勝         | 準決勝 |        |    | 決勝 | 決勝 |
|  |                |        |                |    |                |        |        |    |      |      |
|  | 第1試合        |        |                |    |                |        |        |    |      |      |
|  |                |        |                |    |                |        |        |    |      |      |
|  | 焼き鳥         | 負     |                |    |                |        |        |    |      |      |
|  | 焼き鳥         | 負     | 第1試合        |    |                |        |        |    |      |      |
|  | 親子丼         | 勝     |                |    |                |        |        |    |      |      |
|  | 親子丼         | 勝     | 親子丼         | 負 |                |        |        |    |      |      |
|  | 第2試合        |        | 親子丼         | 負 |                |        |        |    |      |      |
|  |                |        | チキンナゲット | 勝 |                |        |        |    |      |      |
|  | チキンナゲット | 勝     | チキンナゲット | 勝 |                |        |        |    |      |      |
|  | チキンナゲット | 勝     | -              |    |                |        |        |    |      |      |
|  | 水炊き鍋       | 負     |                |    |                |        |        |    |      |      |
|  | 水炊き鍋       | 負     |                |    | チキンナゲット | 負     |        |    |      |      |
|  | 第3試合        |        |                |    | チキンナゲット | 負     |        |    |      |      |
|  |                |        |                |    |                |        | 唐揚げ | 勝 |      |      |
|  | チキンカツ     | 勝     |                |    |                |        | 唐揚げ | 勝 |      |      |
|  | チキンカツ     | 勝     | 第2試合        |    |                |        |        |    |      |      |
|  | ローストチキン | 負     |                |    |                |        |        |    |      |      |
|  | ローストチキン | 負     | チキンカツ     | 負 |                |        |        |    |      |      |
|  | -              |        | チキンカツ     | 負 |                |        |        |    |      |      |
|  |                |        | 唐揚げ         | 勝 |                |        |        |    |      |      |
|  | 唐揚げ         | シード | 唐揚げ         | 勝 |                |        |        |    |      |      |
|  | 唐揚げ         | シード |                |    |                |        |        |    |      |      |
|  | -              | -      |                |    |                |        |        |    |      |      |
|  | -              | -      |                |    |                |        |        |    |      |      |

## 特別番組
プロモーションやイベントなどで、柏木と『柏木由紀のYUKIRIN TIME』スタッフが特別番組を放送。
| 放送年月日      | 放送時間      | 放送タイトル | 趣旨 | 収録会場・イベント名                                       | 放送局                  |
| --------------- | ------------- | --- | --- | ---------------------------------------------------------- | ----------------------- |
| 2016年 11月25日 | 16:30 - 16:55 | TOKYO FM presents 柏木由紀1st Tour ～寝ても覚めてもゆきりんワールド日本縦断みーんな夢中にさせちゃうぞっ♡～ DVD Blu-rayリリース記念特別番組 | 「柏木由紀1st Tour DVD&Blu-ray」の発売を記念して                                                                           | 学習院大学内 百周年記念講堂 第47回 学習院大学 桜凛祭       | TOKYO FM                |
| 2017年 5月21日  | 22:30 - 23:00 | 柏木由紀のYUKIRIN TIME あるあるCityスペシャル                                                                                              | 柏木由紀の「あるあるCity」アンバサダー就任及び「シアターオープン記念SPライブ 柏木由紀×あるあるCity Vol.1」の開催を記念して | TOKYO FM内スタジオ                                         | i-dio Qリーグチャンネル |
| 2017年 10月23日 | 20:00 - 20:55 | 柏木由紀の秋、ここにあります。 | 「レモンサワーフェスティバル 2017」の開催を記念して                                                                        | ナカメアルカス特設スタジオ レモンサワーフェスティバル 2017 | TOKYO FM                |
| 2019年 11月17日 | 19:00 - 19:55 | サンデースペシャル 知って、肝炎プロジェクト presents 「ある秋の日のこと」健康第一スペシャル                                                | 厚生労働省の肝炎対策普及啓発事業に協賛して                                                                                 | TOKYO FM ホール                                            | TOKYO FM                |

## ネット局
2021年4月現在。放送時間の早い順から記載。
各局、「radiko」および「radiko.jpプレミアム」で全国聴取も可能。

### 現在
2020年秋改編からネット局無し。
| 放送対象地域 | 放送局名                 | 放送時間                                       | 放送期間                     | 備考   |
| ------------ | ------------------------ | ---------------------------------------------- | ---------------------------- | ------ |
| 東京都       | エフエム東京（TOKYO FM） | 毎週木曜 27:00 - 27:30（毎週金曜 3:00 - 3:30） | 2012年10月7日 - 2022年4月1日 | 制作局 |

### 過去
| 放送対象地域 | 放送局名                         | 放送時間               | 遅れ日数 | 放送期間                       | 備考                       |
| ------------ | -------------------------------- | ---------------------- | -------- | ------------------------------ | -------------------------- |
| 高知県       | エフエム高知（Hi-Six）           | 毎週日曜 24:00 - 24:30 | 8日遅れ  | 2012年10月14日 - 2017年9月25日 |                            |
| 北海道       | エフエム北海道（AIR-G'）         | 毎週火曜 25:30 - 26:00 | 10日遅れ | 2012年10月13日 - 2017年9月27日 |                            |
| 大阪府       | エフエム大阪（FM大阪）           | 毎週月曜 5:00 - 5:30   | 8日遅れ  | 2012年10月15日 - 2020年8月31日 |                            |
| 新潟県       | エフエムラジオ新潟（FM-NIIGATA） | 毎週木曜 20:00 - 20:30 | 4日遅れ  | 2012年10月11日 - 2020年9月24日 |                            |
| 福島県       | エフエム福島（ふくしまFM）       | 毎週木曜 21:00 - 21:30 | 4日遅れ  | 2012年10月13日 - 2020年9月24日 |                            |
| 鹿児島県     | エフエム鹿児島（μFM）            | 毎週金曜 21:00 - 21:30 | 5日遅れ  | 2012年10月12日 - 2020年9月25日 | パーソナリティーの出身地。 |
| 広島県       | 広島エフエム放送（HFM）          | 毎週土曜 20:30 - 21:00 | 6日遅れ  | 2012年10月13日 - 2020年9月26日 |                            |
| 熊本県       | エフエム熊本（FMK）              | 毎週土曜 26:00 - 26:30 | 7日遅れ  | 2012年10月14日 - 2020年9月27日 |                            |
| 福岡県       | エフエム福岡（FM FUKUOKA）       | 毎週土曜 27:00 - 27:30 | 7日遅れ  | 2012年10月14日 - 2020年9月27日 |                            |
| 宮城県       | エフエム仙台（Date fm）          | 毎週日曜 21:00 - 21:30 | 7日遅れ  | 2012年10月14日 - 2020年9月27日 |                            |
| 岩手県       | エフエム岩手（FM IWATE）         | 毎週日曜 22:00 - 22:30 | 7日遅れ  | 2012年10月13日 - 2020年9月27日 |                            |
| 愛媛県       | エフエム愛媛（FM愛媛）           | 毎週日曜 24:30 - 25:00 | 8日遅れ  | 2012年10月14日 - 2020年9月28日 |                            |
| 愛知県       | エフエム愛知（FM AICHI）         | 毎週水曜 27:00 - 27:30 | 10日遅れ | 2012年10月9日 - 2020年10月1日  |                            |